# Radio Luis Emilio Recabarren
Radio Luis Emilio Recabarren fue una estación radial chilena ubicada en el CB-130 de la Amplitud Modulada que estuvo en el aire desde 1971 hasta el 11 de septiembre de 1973, día en que sus operaciones fueron clausuradas debido al golpe de Estado.

## Historia

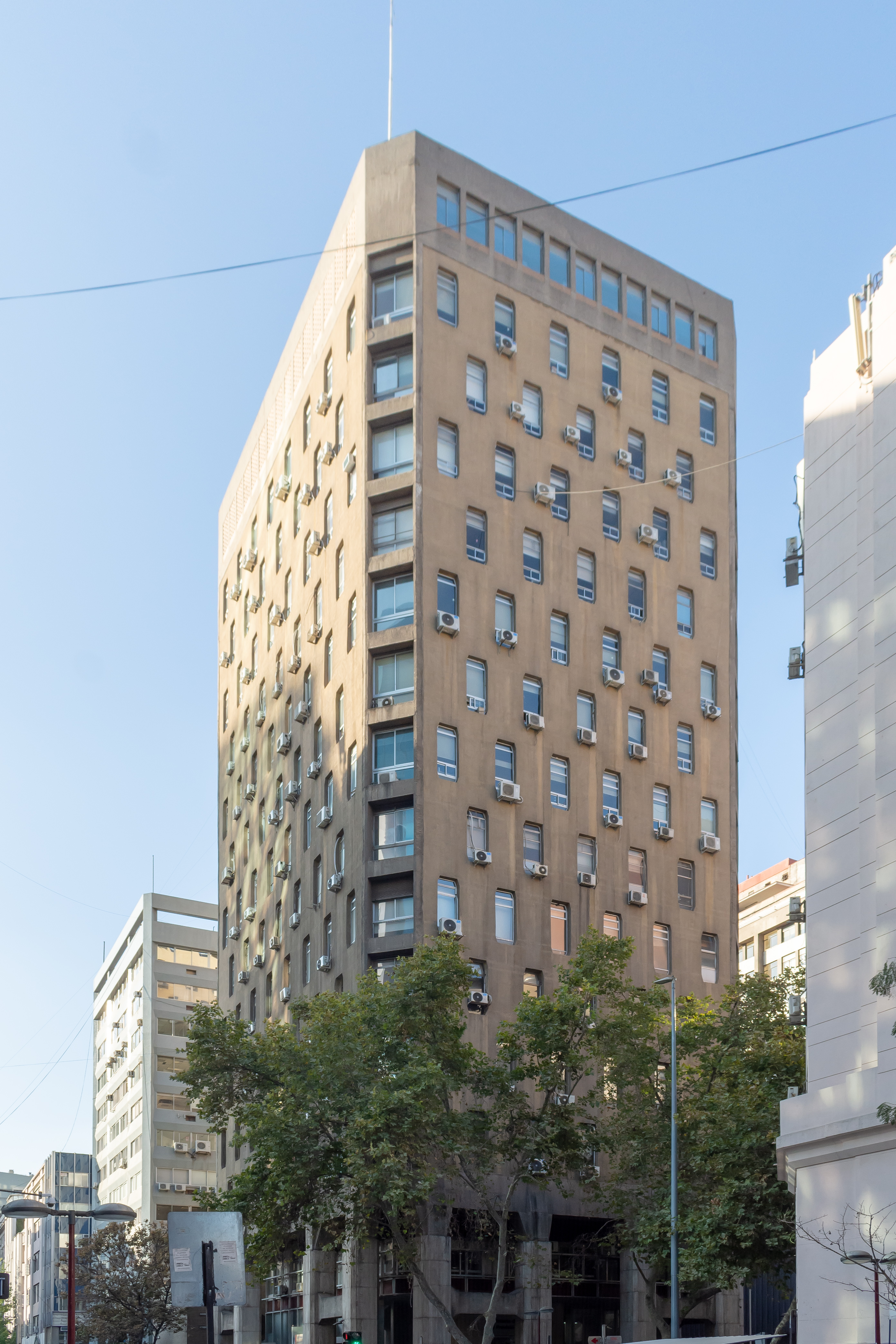
Edificio de los Trabajadores, lugar donde se ubicaban los estudios de la emisora.

Fue creada en 1971 por la Central Única de Trabajadores de Chile (CUT), llevando el nombre de Luis Emilio Recabarren, padre del sindicalismo chileno. Las oficinas de la emisora se encontraban en calle Teatinos 321, Santiago. Inició sus transmisiones el 4 de noviembre de dicho año a las 13:30, siendo su director Luis Oliva Leiva y su jefe administrativo Rafael Figueroa, mientras que sus estudios se ubicaban en el piso 13 del Edificio de los Trabajadores (Huérfanos esquina Teatinos). Sus instalaciones tenían equipos muy costosos y modernos para la época, que fueron traídos desde la Unión Soviética. Sus antenas transmitían sus programas a todo el país, y su frecuencia era CB-130, anteriormente utilizada por la Radio Presidente Balmaceda y que posteriormente se trasladó al CB-101.
Durante la Unidad Popular, emitió programas de 10 a 15 minutos grabados por Radio Moscú. En la misma época formó parte de la cadena radial denominada «La Voz de la Patria» junto a las radios Magallanes (perteneciente al Partido Comunista), Corporación (propiedad del Partido Socialista), Portales, Nacional (perteneciente al MIR) y Sargento Candelaria (controlada por el MAPU), dedicada a transmitir actos y discursos oficiales del gobierno de Salvador Allende. Para el golpe de Estado del 11 de septiembre de 1973 dejó de transmitir ya que sus antenas fueron bombardeadas por la Fuerza Aérea de Chile, en lo que fue denominada "Operación Silencio".
En 2008 la Corte de Apelaciones de Santiago reconoció el derecho de la Central Unitaria de Trabajadores de Chile (CUT) de recibir indemnización del Estado por la incautación de la radio durante la dictadura militar. La Corte Suprema ratificó el fallo anterior en junio de 2010, que otorgó 1500 millones de pesos a la central sindical.
El 12 de diciembre de 2017, se reinició las transmisiones de la ahora llamada “Radio Recabarren” en formato streaming a través de la página web de la CUT.